# Agassac
Agassac is een gemeente in het Franse departement Haute-Garonne (regio Occitanie) en telt 119 inwoners (2009). De plaats maakt deel uit van het arrondissement Saint-Gaudens.

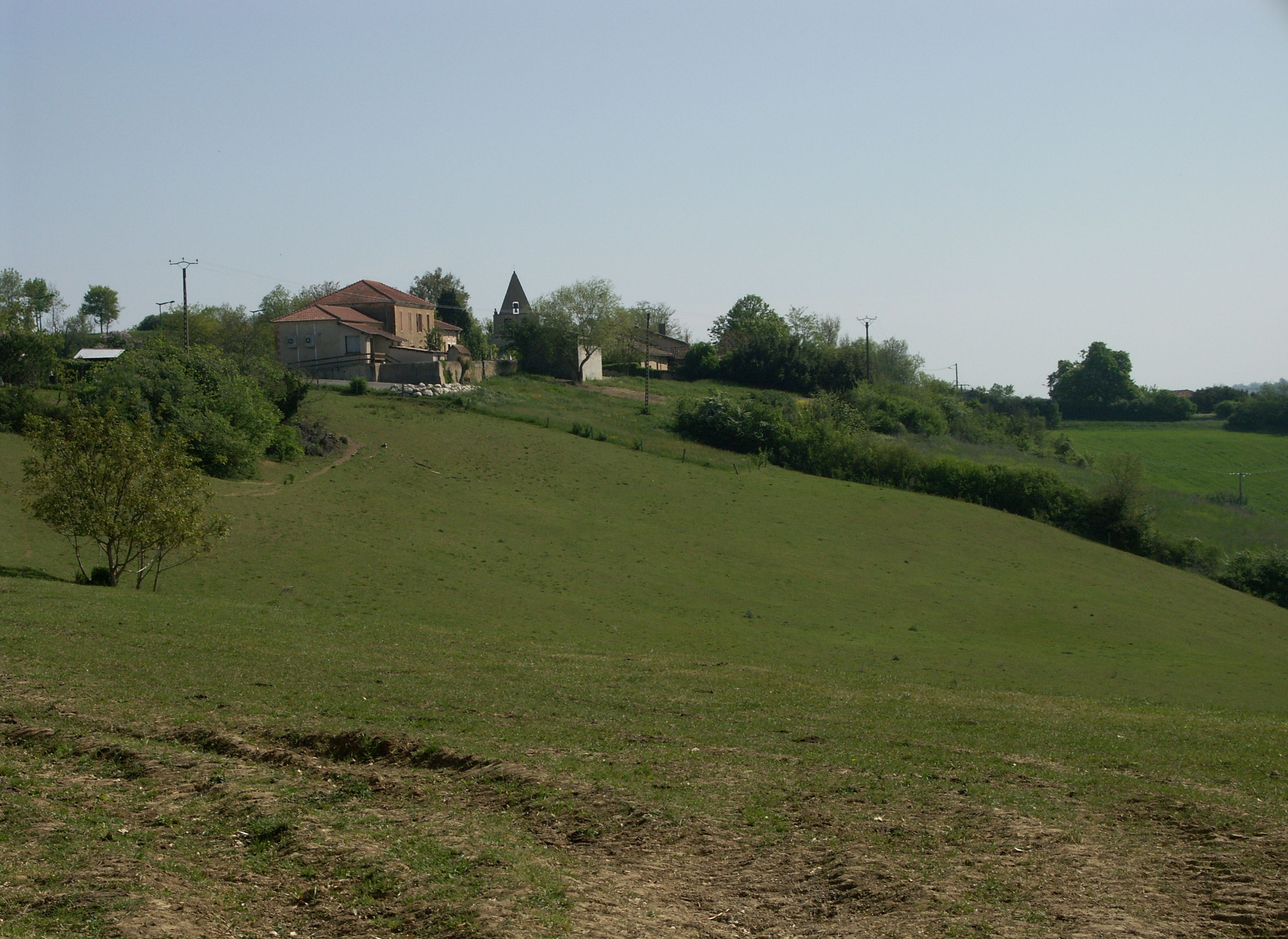
Uitzicht op Agassac
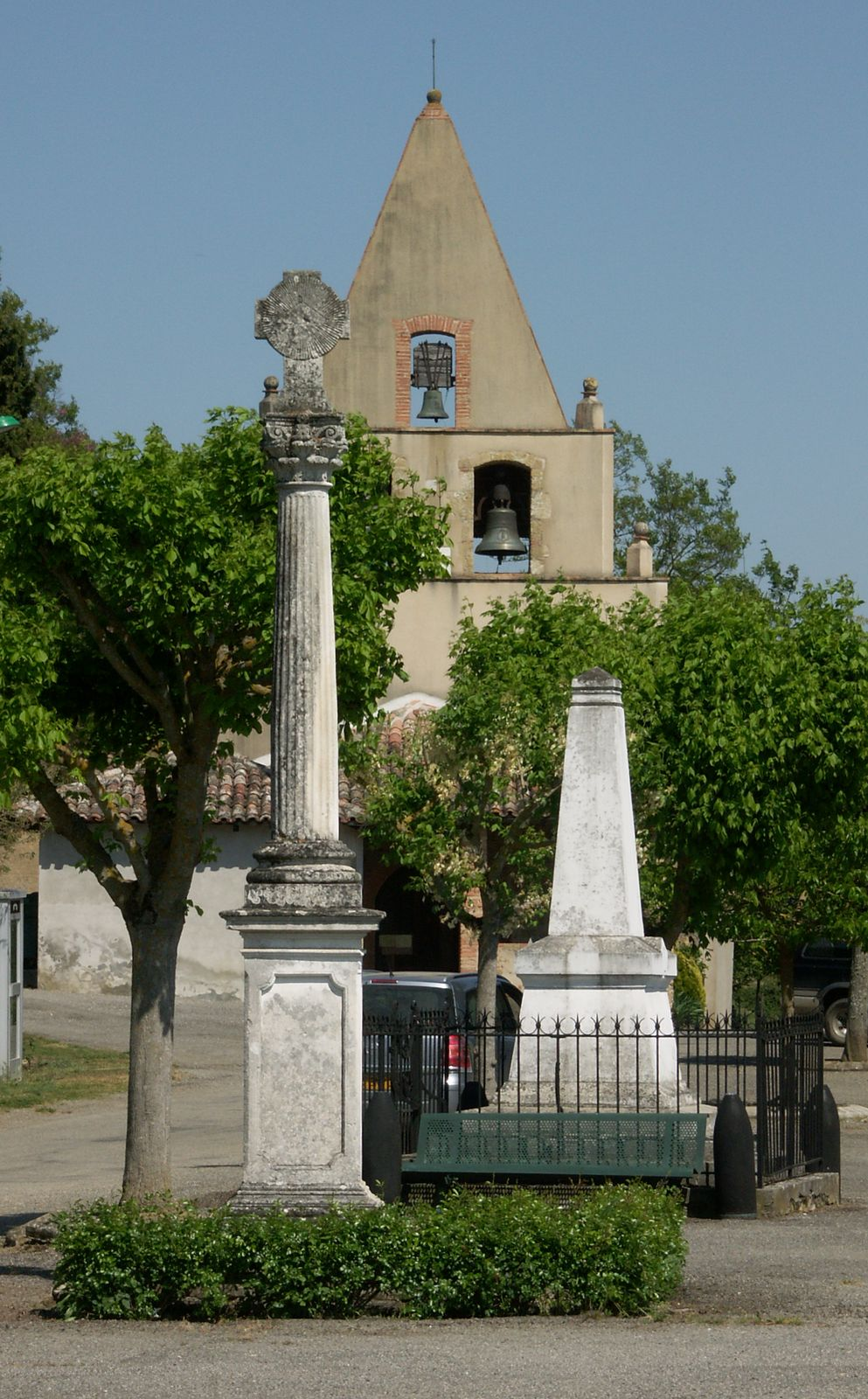

## Geografie
De oppervlakte van Agassac bedraagt 9,3 km², de bevolkingsdichtheid is dus 12,8 inwoners per km².
De onderstaande kaart toont de ligging van Agassac met de belangrijkste infrastructuur en aangrenzende gemeenten.

## Demografie
Onderstaande figuur toont het verloop van het inwonertal (bron: INSEE-tellingen).